# Золотий вік (фільм, 1930)

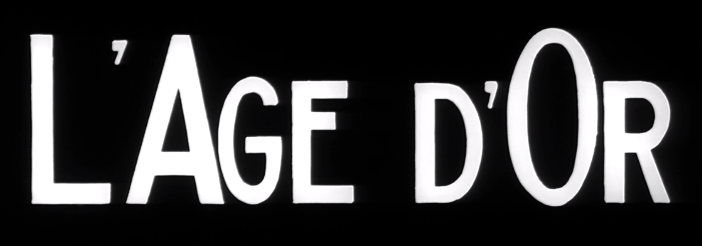

Золотий вік (фр. L'âge d'or) — один із перших звукових французьких фільмів. Зняв 1930 році режисер Луїс Бунюель. У рейтингу найвизначніших кінофільмів усіх часів, який склав журнал Sight & Sound 2012 року за підсумками опитування 846 провідних світових кінокритиків, «Золотий вік» потрапив на 110-у позицію.

## Сюжет
Фабула в строгому розумінні цього терміна у фільмі відсутня, що взагалі властиве напряму сюрреалізму. Стрічка є набором сцен, не пов'язаних між собою сюжетно і, як правило, абсурдних за змістом, але об'єднаних певним задумом режисера.
Перші п'ять хвилин фільму — ніби «науково-документальний» показ життя скорпіонів. Глядачеві розповідають, як вони влаштовані, який ведуть спосіб життя, як один від одного обороняються.
Потім іде титр: «Через кілька годин». У досить пустельній місцевості мешкають обірванці. Усі вони озброєні. Вони дізнаються, що в їхні краї прибувають майорканці. Ватажок обірванців (Макс Ернст) вирішує оборонятися. Проте бій не відбувся: дорогою обірванці помирають від слабкості. Цивілізація перемогла. На цьому місці буде засновано нове місто — імперський Рим. Ззаду лунає жіночий крик. Присутні обертаються — юнак ґвалтує дівчину. Його хапають. Маленький собачка на повідку дуже хвилюється. Схоплений юнак відкидає від себе поліціянта і штурхає собачку.
Знову інша історія. Дія відбувається в багатому будинку маркізи де Ікс. До однієї з кімнат заганяють корову. Будинком проїжджає візок, запряжений ослами. У будинку виникає пожежа. Головний герой-коханець — патологічно жорстока людина. Головна героїня каже в пориві почуттів: «Яке щастя вбити свою дитину!».
Останній епізод — парафраз на «120 днів Содому» маркіза де Сада. Четверо єпископів (один — Христос, названий у фільмі герцогом де Бланже за аналогією з головним героєм книги), вбивши всіх своїх жертв, виходять із замку. Із дверей виповзає недобита закривавлена жінка. Виряджений Христом дбайливо заводить її до будинку. Лунає крик. Останній кадр — хрест, на якому висять скальпи вбитих дівчат.

## У ролях
- Лія Ліс[en] — жінка
- Гастон Модо — чоловік
- Макс Ернст — ватажок розбійників
- П'єр Превер[fr] — розбійник

## Історія створення
На початку 1920-х років Луїс Бунюель у Мадридському університеті знайомиться із Сальвадором Далі. Попрацювавши з Фріцом Лангом і Жаном Епштейном, Бунюель разом із Далі знімає свою першу картину, відому сюрреалістичну короткометражку «Андалузький пес». Бунюель з головою занурюється в рух сюрреалістів і приєднується до їхньої боротьби зі буденністю та заборонами.
Але ж для творчості потрібні гроші. Їх отримує від свого нового покровителя віконта Шарля де Ноая. Віконт щороку до дня народження своєї дружини виділяв кошти на знімання одного фільму. Він виділив Бунюелю мільйон франків для знімання фільму, якого тільки той забажає. Спроби спільної роботи з Далі зазнали невдачі. Хоча Далі й зазначено в титрах як сценариста, він додав до сценарію всього декілька речень. Таким чином, «Золоте століття» — перша самостійна робота Бунюеля.
У зніманні фільму брали участь досить відомі актори. Гастон Модо був справжньою зіркою французького кіно. Він знімався в усіх великих французьких режисерів того часу: Луї Деллюка, Рене Клера, Марселя Карне та Жана Ренуара. У фільмі знялися чимало поетів і художників-сюрреалістів, друзів режисера: Макс Ернст, Поль Елюар, Валентина Гюго, Жак Бруніус, Роланд і Валентина Пенроуз та інші, зрештою, сам Бунюель.
Сам Бунюель у книзі «Мій останній подих» (фр. Mon Dernier Soupir) так переказує фільм: «Для мене це був… фільм про шалене кохання, нестримний потяг, який, на зло всім обставинам, шпурляє один до одного чоловіка і жінку, які ніколи не зможуть бути разом».

## Реакція
Після першого показу фільм зацікавив європейського агента голлівудської студії MGM, він підписав контракт із Бунюелем на 250 доларів на тиждень, і в грудні 1930 року Бунюель вирушив до Сполучених Штатів Америки. У цей самий час у Франції навколо фільму розгорявся скандал.
Наприкінці 1930 року фільм представлено широкому загалу в паризькому кінотеатрі Studio 28, де демонстрували виключно авангардне кіно. На прем'єрі були два ультраправі угруповання — Ліга патріотів та Антиєврейська ліга, які влаштували справжній бешкет у кінотеатрі, закидали екран тухлими яйцями, розпорошували сльозогінний газ, підривали смердючі бомби, били глядачів із криками «Смерть євреям».
Згодом поліція рекомендувала директору кінотеатру вирізати дві сцени. Консервативна преса розгорнула компанію за повну заборону цього «порнографічного» фільму. Le Figaro затаврувала фільм, назвавши його «вправою у більшовизмі». У середині грудня фільм заборонили і всі копії конфіскували.

На думку Жоржа Садуля, фільм знято під впливом сюрреалізму і він є прикладом тлумачення світу в дусі теорій Зигмунда Фрейда, Лотреамона, маркіза де Сада і Карла Маркса. Розглядався навіть варіант дати фільму назву «Крижана вода егоїстичного розрахунку», запозичену з тексту «Маніфесту комуністичної партії» (I. Буржуа та пролетарі). Французький кінознавець характеризував картину так:
Пристрасть і пансексуалізм пронизували весь цей фільм, у якому все мало свій суворий алегоричний зміст: і наївні сексуальні «символи» фільму, що більше нагадували непристойні малюнки школярів, ніж психоаналіз; і вся «революційність» фільму, що виявилася в такому, наприклад, ритмічному протиставленні, як двоколка, набита п'яними землекопами, яка проноситься салоном, наповненим вишуканою публікою.Оригінальний текст (рос.)
Страсть и пансексуализм пронизывали весь этот фильм, в котором всё имело свой строгий аллегорический смысл: и наивные сексуальные „символы“ фильма, больше напоминавшие непристойные рисунки школьников, чем психоанализ; и вся „революционность“ фильма, проявившаяся в таком, например, ритмическом противопоставлении, как двуколка, набитая пьяными землекопами, которая проносится по салону, полному изысканной публики.— Ж. Садуль. «История киноискусства. От его зарождения до наших дней».
Єжи Тепліц, аналізуючи зміст і форми цього фільму, відзначив, що «…золотий вік, що символізується любов'ю, бореться з віком бруду, за яким стоять усі релігійно-державні інститути» і навів вислів про картину Андре Бретона (з його книги «Божевільна любов», 1937): «У такій любові потенційно існує справжній золотий вік, вік невичерпних багатств, нових можливостей, що при цьому перебуває в абсолютному розриві з віком бруду, який переживає нині Європа».
Жан Кокто писав, що цей фільм — одкровення, який є «першим анти-образотворчим шедевром». Однак Кокто робить і єдиний докір: «у Бунюеля сила завжди супроводжується традиційними атрибутами». Втім, за словами письменника і режисера, це не настільки важливо, оскільки «це, напевно, найточніше дослідження про людську вдачу, проведене вищою від нас істотою, подібно до того, як ми стоїмо вище від мурах».

Наступні 50 років мало хто пам'ятав цей фільм. Один з них, історик кіно Жорж Садуль, присутній на прем'єрі, захоплювався фільмом, називаючи його «шедевром з його насильством, його чистотою, його ліричним божевіллям, його абсолютною щирістю». Півстоліття фільм демонстрували лише на приватних показах і в синематеках. Тільки 1979 року (в Нью-Йорку, роком пізніше в Парижі) фільм випущено заново.
Після виходу 1930 року, Золотий вік критикували за відсутність моралі. Гостро обговорювали сексуальні інсинуації та характер фільму. Перші шість ночей після прем'єри в Парижі фільм показували в переповненому кінотеатрі Studio 28. Після першого тижня консервативні групи, спонсоровані католицькою церквою, й угруповання правого крила, такі як Les Camelots du Roi і Les Jeunesses Patriotiques, протестували перед театром і публічно образили Луїса Бунюеля і Сальвадора Далі в пресі. Церква публічно засудила продюсера-аристократа Шарля де Ноая, який профінансував фільм у подарунок своїй дружині, і погрожувала відлучити його від церкви. Протестувальники побили афіші та крісла в театрі, забризкали чорнилом екран. Цей погром змусив поліцію закрити кінотеатр і вилучити фільм із прокату, що поклало початок забороні фільму у Франції.Оригінальний текст (англ.)
When first released in 1930, UAge d’Or was criticized for appearing to lack morals. The sexual innuendo and nature of the film were topics of heated debate. The film played to packed audiences during the first six nights after it debuted in Paris at the Studio 28 theater. After the first week, conservative groups sponsored by the Catholic Church and right-wing pressure groups such as Les Camelots du Roi and Les Jeunesses Patriotiques protested in front of the theater and publicly attacked Luis Bunuel and Salvador Dali in the press. The aristocratic producer, Charles de Noailles, who had provided financial support to the film as a gift to his wife, was publicly condemned by the church, which threatened him with excommunication. The protesters became physically violent, destroying exhibits and seats in the theater and splattering ink on the screen. This destruction led police to close the theater and to remove the film, thus beginning an official ban on the film in France.
— Дон Б. Сова